# Pseudorus conspectus
Pseudorus conspectus is een vliegensoort uit de familie van de roofvliegen (Asilidae). De wetenschappelijke naam van de soort is voor het eerst geldig gepubliceerd in 2001 door Tomasovic in Tomasovic & Braet.